# Rennison Island
Rennison Island är en ö i Kanada.   Den ligger i Regional District of Kitimat-Stikine och provinsen British Columbia, i den sydvästra delen av landet, 3 900 km väster om huvudstaden Ottawa. Arean är 15 kvadratkilometer.
Terrängen på Rennison Island är platt. Öns högsta punkt är 98 meter över havet. Den sträcker sig 6,8 kilometer i nord-sydlig riktning, och 4,0 kilometer i öst-västlig riktning.
I omgivningarna runt Rennison Island växer i huvudsak barrskog. Trakten runt Rennison Island är nära nog obefolkad, med mindre än två invånare per kvadratkilometer.  Klimatet i området är tempererat. Årsmedeltemperaturen i trakten är 6 °C. Den varmaste månaden är augusti, då medeltemperaturen är 12 °C, och den kallaste är december, med −2 °C.